# EniPower
Enipower S.p.A. è una azienda italiana controllata al 100% da Eni e sottoposta alla sua direzione e controllo.

## Storia
È stata costituita nel 1999 in seguito alla liberalizzazione dei settori dell'energia elettrica e del gas naturale, ereditando inizialmente le centrali elettriche gestite fino ad allora da Agip e da EniChem e sostituendole con moderne centrali a ciclo combinato ad alta efficienza alimentate a gas naturale. Dal 1º gennaio 2007 l'attività di commercializzazione di energia elettrica di Enipower e della sua controllata Enipower Mantova è confluita nell'Area di Business GLP di Eni, con cui è stato sottoscritto un contratto di conto lavorazione.
Nel 2022 la controllante Eni ha stipulato un accordo con la società di investimento statunitense Sixth Street per la cessione del 49% delle azioni di EniPower; Eni manterrà comunque la gestione operativa e continuerà a consolidarne il bilancio. L'accordo diverrà operativo dopo l'ottenimento delle autorizzazioni necessarie.

## Attività
Enipower si occupa di produzione di energia elettrica e di vapore tecnologico attraverso le centrali termoelettriche di Bolgiano, Ferrera Erbognone (PV), Brindisi, Ferrara, Mantova e Ravenna. Nei siti produttivi di Bolgiano e Mantova, Enipower utilizza impianti di teleriscaldamento alimentati da centrali cogenerative a gas naturale con beneficio per l’ambiente.
A giugno 2006 Enipower amplia le sue attività alle tecnologie fotovoltaiche rilevando lo stabilimento produttivo di Nettuno (Roma), di proprietà della società Enitecnologie, e proseguendo la relativa commercializzazione degli impianti fotovoltaici con il marchio Eurosolare. Dopo dodici anni, nel luglio 2018, il ramo d’azienda del fotovoltaico viene poi trasferito da Enipower alla società Eni New Energy S.p.A..

## Posizionamento sul mercato
Grazie ai complessivi 5 GW di potenza installata, si colloca tra i primi produttori di energia elettrica in Italia ed è al primo posto come produttore di vapore tecnologico.

## Partecipazioni
Le principali società partecipate di Enipower sono:
- Enipower Mantova SpA per la gestione della centrale termoelettrica di Mantova
- Società Enipower Ferrara Srl (SEF Srl) per la gestione della centrale termoelettrica di Ferrara

## Dati societari
- Registro Imprese di Milano-Monza Brianza-Lodi: 1600596
- Codice fiscale e Partita IVA: 12958270154